# تولین شاهین
تولین شاهین (ترکی استانبولی: Tülin Şahin؛ زادهٔ ۱۳ دسامبر ۱۹۸۰) مدل، و هنرپیشه، نویسنده و مجری ترک-تبار اهل دانمارک است.